# رفراف لازوردي
رفراف لازوردي (أزرق سماوي) (الاسم العلمي Ceyx azureus)، طائر صغير القد يرواح طوله من 17 إلى 19 سم. يتبع جنس مخيط الماء وفصيلة رفرافيات. أعطانه جزيرة تاسمانيا الأسترالية والأراضي المنخفضة في بابوا غينيا الجديدة ووجزر الملوك الشمالية.